# Tour de l'île de Montréal

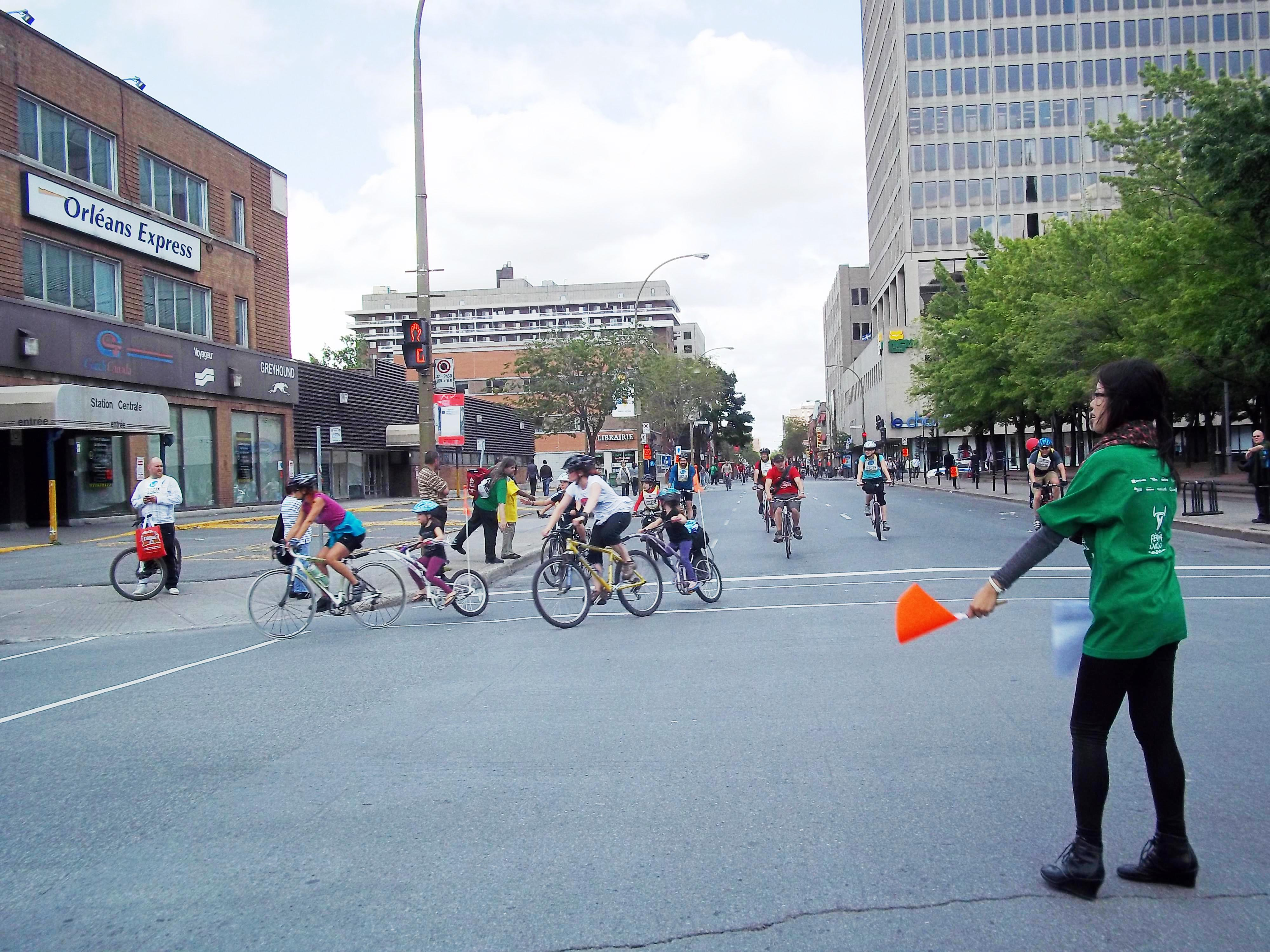
Tour de l'île de Montréal, 3 juin 2012

Le Tour de l'Île de Montréal est un événement annuel ayant généralement lieu en juin au cours duquel des milliers de cyclistes se réunissent pour pédaler dans les rues de Montréal, dans un circuit fermé à la circulation automobile.

## Histoire
La première édition du Tour de l'île a eu lieu en octobre 1985. 
En 2007, plus de 30 000 cyclistes ont participé au 23e Tour de l'île de Montréal, dont le parcours de 48 km passait par sept arrondissements de l'Île de Montréal : Ahuntsic-Cartierville, Mercier–Hochelaga-Maisonneuve, Montréal-Nord, Rivière-des-Prairies–Pointe-aux-Trembles, Rosemont-La Petite-Patrie, Villeray–Saint-Michel–Parc-Extension ainsi que Montréal-Est. 
En 2016, le Tour de l'île se déroule le 5 juin ; en 2017, le 4 juin, et en 2018, le 3 juin. 
L’édition de 2024 a lieu le 2 juin et rassemble environ 18 000 cyclistes. Quatre parcours sont offerts : 28 km, 50 km, 68 km et 100 km. Parmi les participants, plusieurs viennent d’états américains, comme Rhode Island ou Boston. 

## Activités conjointes
Le Tour de l'Île de Montréal est organisé par Vélo Québec dans le cadre du Festival Go vélo Montréal. La festival comprend aussi :
- Un Tour la Nuit
- le Défi métropolitain
- l'Opération vélo-boulot